# Березниковская ТЭЦ-2
Березниковская ТЭЦ-2 — предприятие энергетики в г. Березники (Пермский край), входящее в Пермский филиал ПАО "Т плюс".

## История и деятельность
Березниковская ТЭЦ-2 строилась в военные годы и её пуск состоялся в 1947 году.
На станции используется оборудование отечественного производства, а также оборудование из Германии и Англии.
ТЭЦ-2 обеспечивает паром и горячей водой предприятия Северной промышленной зоны Березников, среди которых — ОАО «Корпорация ВСМПО-АВИСМА» и ОАО «Бератон» (производство полиакриламида), а также подает тепло и горячую воду городским потребителям.
Решение о строительстве станции было принято Государственным комитетом обороны СССР в тяжелейшее для нашей страны время — в июле 1942 г. Первые земляные работы начались зимой 1942-1943 гг., а пуск первого котла и турбогенератора состоялся 11 августа 1947г. До конца 1947 года был закончен монтаж еще двух котлов и одного турбогенератора — ТЭЦ достигла своей проектной мощности 50 МВт.
В 1949-1950 гг. в работу были включены еще два турбогенератора и два котла, мощность электростанции увеличилась более чем в два раза и достигла 118 МВт.
Станция уникальна по составу своего оборудования. На ней при пуске было собрано принципиально разное оборудование: две английские турбины «Метро Виккерс», приобретенные во время войны специально для строящейся ТЭЦ, две немецкие турбины «Сименс Шуккерт», построенные в 1926-1929 гг. и работавшие в самом центре Берлина, котлы «Лопулько», а также котлы отечественного производства.
В октябре 1953 г. в Березниках впервые в области проведено централизованное отопление от ТЭЦ-2. Для сравнения — в столице региона Перми первые тепломагистрали от ТЭЦ к жилым домам были проложены только спустя 5 лет, в 1958 году.
В 1971 году станция была переведена на сжигание природного газа вместо использования угля.
В 2000-х годах на электростанции было реализовано два крупных инвестиционных проекта. В 2003 году устаревший турбоагрегат ст. № 4 был заменен на новый с турбиной Р-12. А в декабре 2005 г. был введен новый турбоагрегат ст. № 3 с турбиной ПТ-30/35-3,4/1,0, установленной мощностью 30 МВт.
В настоящее время в Березниках действует современная схема теплоснабжения, в которой Березниковская ТЭЦ-2 является единственным теплоисточником с применением двух новых насосных станций, построенных «Т Плюс» в 2018 году, и распределяющих нагрузку с учетом рельефа города. Также в 2017-2018 годах проведена реконструкция тепловыводов Березниковской ТЭЦ-2.

## Происшествие 2 сентября 2010 года
«Примерно половина 120-метровой железобетонной трубы рухнула путём осыпания вниз. Частично — наружу, но, по большей части, внутрь, — сообщил «Новому компаньону» начальник ОГПС-1 МЧС России Владимир Треногин. — Конструкции ТЭЦ, находящиеся буквально рядом, не пострадали. Станция продолжает работу в обычном режиме, поскольку обрушившаяся дымовая труба относится к отделению выработки электроэнергии, а не тепла. Жертв, по нашим данным нет, во всяком случае, пропавших без вести работников нет — мы произвели перекличку всех, кто находился на рабочей смене. Возможно, что на территории были посторонние — этого нельзя исключать». 

Как сообщает пресс-служба ТГК-9, несмотря на инцидент с дымовой трубой, тепло- и электроснабжение потребителей осуществляется в полном объеме.
По предварительным данным, обрушение 120-метровой трубы произошло на высоте 50-80 метров — так называемый «косой слом». Другие объекты и оборудование электростанции, задействованные в производственной деятельности ТЭЦ, повреждений не получили. Учитывая, что труба находилось в простое («холодном резерве») и не была задействована в технологическом производственном цикле электростанции, перебоев с тепло- и электроснабжением потребителей нет.
Дымовая труба №3 находилась в эксплуатации с 1959 года. В 2008 году объект проходил экспертизу промышленной безопасности, по результатам которой было выдано заключение о её пригодности до 2013 года.
Для выяснения причин случившегося создана специальная комиссия, куда помимо специалистов Березниковской ТЭЦ-2 и ТГК-9 вошли представители Ростехнадзора и МЧС. Комиссией прорабатываются различные версии случившегося.

## Современное состояние
В настоящее время[когда?] в работе находятся 4 генератора мощностью 6, 12, 30 и 50 МВт.
Связь ТЭЦ с энергосистемой осуществляется по четырем высоковольтным линиям 110 кВ:
- 2 ВЛ 110 кВ ПС Титан - Березниковская ТЭЦ-2
- 2 ВЛ 110 кВ Березниковская ТЭЦ-2 - Березниковская ТЭЦ-4 с отпайками